# Victoire Thivisol
Victoire Thivisol, née le 6 juillet 1991, est une actrice française.

## Biographie
Elle s'est fait connaître grâce à son rôle dans Ponette, où elle joue une petite fille qui vient de perdre sa mère. Le réalisateur, Jacques Doillon, lui a confié le rôle alors qu'elle n’avait que quatre ans. Elle fut ainsi la plus jeune actrice (âgée de 5 ans) à recevoir la Coupe Volpi pour la meilleure interprétation féminine à la Mostra de Venise 1996. Alors que ce prix lui est accordé à l'unanimité du jury, l'annonce de sa victoire suscite des huées dans l'assistance en raison de son inconscience supposée,. Son travail d’actrice pendant le tournage est montré dans le documentaire Jouer Ponette,.
Par la suite, elle a joué dans Les Enfants du siècle, ainsi que dans Le Chocolat avec Johnny Depp. En 2013, Victoire Thivisol s'est vu proposer la participation à un vidéoclip du groupe de pop rock français Superbus, offre qu'elle a déclinée[réf. nécessaire]. 
Son dernier rôle à l'écran remonte en 2007 dans Les Grands s'allongent par terre d'Emmanuel Saget.

## Filmographie

### Cinéma

#### Longs métrages
- 1996 : Ponette de Jacques Doillon : Ponette
- 1999 : Les Enfants du siècle de Diane Kurys : Solange
- 2000 : Le Chocolat de Lasse Hallström : Anouk Rocher
- 2005 : Le Bal des célibataires de Jean-Louis Lorenzi : Jeanne, fille de Jacotte
- 2008 : Les Grands s'allongent par terre d'Emmanuel Saget

#### Courts métrages
- 2009 : Tous les chats sont gris (la nuit) de Savina Dellicour
- 2011 : Le Ventre de Jonas d'Emmanuel Saget